# Del rosa al amarillo
Del rosa al amarillo és una pel·lícula espanyola de 1963 el director i guionista de la qual és Manuel Summers. La pel·lícula està composta per dues històries consecutives i independents entre si, i està rodada per complet en blanc i negre.

## Argument
La cinta consta de dues parts l'únic nexe de les quals és que són històries d'amor senzilles en els dos extrems de la vida: la infància i la senectut.
En la primera història, que es presenta sota l'epígraf de «Del rosa...», Guillermo, de dotze anys, està perdudament enamorat de Margarita, de tretze. Tots dos pertanyen a la mateixa colla de nens d'un barri acomodat de Madrid. Guillermo sap per les seves amiguetes que a Margarita també li agrada ell, i ho confirma jugant a les peces quan rep un petó en la galta de Margarita, que havia estat reptada a besar al nen que més li agradés. Guillermo es passa el dia imaginant històries romàntiques en les quals impressiona a Margarita, descurant els seus estudis. Està preocupat per ser petit i resa per a créixer de pressa i convertir-se en un home fort i pelut digne de ser el xicot de Margarita. En arribar l'estiu s'han de separar perquè Margarita se'n va amb els seus pares a la platja i a ell el manen a un campament. Guillermo no oblida Margarita durant aquest període, continua passant-se el dia pensant en ella i li escriu cartes d'amor; però en canvi Margarita coneix a un noi de 18 anys i es fa la seva xicota. Margarita trenca el cor a Guillermo quan li ho diu i li retorna la polsera que aquest li havia regalat. Desconsolat Guillermo esborra el nom de Margarita del cor que havia dibuixat en el seu llibre de matemàtiques, però immediatament el torna a posar, perquè malgrat tot continua estimant-la.
La segona història, sota l'epígraf «... al groc», tracta d'una parella d'ancians, Valentín i Josefa, que viuen en un asil d'ancians situat a Toledo. Es volen en secret, enviant-se cartes d'amor d'amagat perquè no s'assabentin les monges que regenten l'asil. Un dia Valentín decideix escapar-se de l'asil i viure una nova vida i li demana a Josefa que l'acompanyi, però a Josefa li fa por, li diu que és una bogeria i que no anirà amb ell. Valentín diu que ell no pot viure així i que l'esperarà fins a les dues de la matinada per si canvia d'opinió. L'anciana se sent incapaç d'acompanyar-lo i plora la pèrdua del seu amor, però l'endemà al matí comprova amb alegria que Valentín no l'ha abandonat i que s'ha quedat per ella, en veure'l assegut en el banc de sempre al pati.

## Actors

### Primera història
- Cristina Galbó - Margarita
- Pedro Díez del Corral - Guillermo

### Segunda historia
- José Vicente Cerrudo - Valentín
- Lina Onesti - Josefa

## Premis
Medalles del Cercle d'Escriptors Cinematogràfics de 1963
| ! Categoria                                     | Candidat             | Resultat  |
| ----------------------------------------------- | -------------------- | --------- |
| Millor guió                                     | Del rosa al amarillo | Guanyador |
| Premi Antonio Barbero al millor director novell | Manuel Summers       | Guanyador |
| Premi Antonio Barbero a la millor actriu novell | María Jesús Corchero | Guanyador |

- Conquilla de Plata al millor director al Festival Internacional de Cinema de Sant Sebastià 1963[4]